# Го (Ланд)
Го (фр. Goos) насеље је и општина у југозападној Француској у региону Аквитанија, у департману Ланд која припада префектури Дакс.
По подацима из 2006. године у општини је живело 500 становника, а густина насељености је износила 48 становника/km². Општина се простире на површини од 10,49 km². Налази се на средњој надморској висини од 52 метара (максималној 73 m, а минималној 4 m).

## Демографија
| 1962. | 1968. | 1975. | 1982. | 1990. | 2011. |
| ----- | ----- | ----- | ----- | ----- | ----- |
| 368   | 377   | 329   | 361   | 437   | 538   |

График промене броја становника у току последњих година